# Lesonice, Třebíč
Lesonice là một làng thuộc huyện Třebíč, vùng Vysočina, Cộng hòa Séc.